# Saint-André-de-Najac
Saint-André-de-Najac är en kommun i departementet Aveyron i regionen Occitanien i södra Frankrike. Kommunen ligger  i kantonen Najac som ligger i arrondissementet Villefranche-de-Rouergue. År 2022 hade Saint-André-de-Najac 455 invånare.

## Befolkningsutveckling
Antalet invånare i kommunen Saint-André-de-Najac
Referens: INSEE